# Kvalifikace na Mistrovství Evropy ve fotbale 1988 – skupina 5
Zápasy kvalifikační skupiny 5 na Mistrovství Evropy ve fotbale 1988 se konaly v letech 1986 a 1987. Z pěti účastníků si postup na závěrečný turnaj vybojoval vítěz skupiny.

## Tabulka
| Tým        | B  | Z | V | R | P | VG | IG |
| ---------- | -- | - | - | - | - | -- | -- |
| Nizozemsko | 14 | 8 | 6 | 2 | 0 | 15 | 1  |
| Řecko      | 9  | 8 | 4 | 1 | 3 | 12 | 13 |
| Maďarsko   | 8  | 8 | 4 | 0 | 4 | 13 | 11 |
| Polsko     | 8  | 8 | 3 | 2 | 3 | 9  | 11 |
| Kypr       | 1  | 8 | 0 | 1 | 7 | 3  | 16 |

## Zápasy
| 15. října 1986       |        |                  |                                                                               |
| Polsko               | 2:1    | Řecko            | Stadion Miejski, Poznań diváci: 32 500 rozhodčí: Emilio Soriano Aladrén (ESP) |
| Dziekanowski 4', 39' | Report | Anastopoulos 12' | Stadion Miejski, Poznań diváci: 32 500 rozhodčí: Emilio Soriano Aladrén (ESP) |

| 15. října 1986 |        |                |                                                                  |
| Maďarsko       | 0:1    | Nizozemsko     | Népstadion, Budapešť diváci: 20 000 rozhodčí: Bruno Galler (SUI) |
|                | Report | Van Basten 67' | Népstadion, Budapešť diváci: 20 000 rozhodčí: Bruno Galler (SUI) |

| 12. listopadu 1986               |        |          |                                                                               |
| Řecko                            | 2:1    | Maďarsko | Olympijský stadion, Athény diváci: 15 000 rozhodčí: Velodi Miminoshvili (URS) |
| Mitropoulos 38' Anastopoulos 65' | Report | Boda 73' | Olympijský stadion, Athény diváci: 15 000 rozhodčí: Velodi Miminoshvili (URS) |

| 19. listopadu 1986 |        |        |                                                                        |
| Nizozemsko         | 0:0    | Polsko | Olympic Stadium, Amsterdam diváci: 52 750 rozhodčí: Joël Quiniou (FRA) |
|                    | Report |        | Olympic Stadium, Amsterdam diváci: 52 750 rozhodčí: Joël Quiniou (FRA) |

| 3. prosince 1986           |        |                                                             |                                                                             |
| Kypr                       | 2:4    | Řecko                                                       | Makario Stadium, Nikósie diváci: 10 000 rozhodčí: Velitchko Tzontchev (BUL) |
| Christofi 28' Savvidis 41' | Report | Antoniou 14' Papaioanou 48' Batsinilas 73' Anastopoulos 85' | Makario Stadium, Nikósie diváci: 10 000 rozhodčí: Velitchko Tzontchev (BUL) |

| 21. prosince 1986 |        |                       |                                                                    |
| Kypr              | 0:2    | Nizozemsko            | Tsirion Stadium, Limassol diváci: 10 000 rozhodčí: Ioan Igna (ROU) |
|                   | Report | Gullit 19' Bosman 72' | Tsirion Stadium, Limassol diváci: 10 000 rozhodčí: Ioan Igna (ROU) |

| 14. ledna 1987                    |        |           |                                                                       |
| Řecko                             | 3:1    | Kypr      | Olympijský stadion, Athény diváci: 35 000 rozhodčí: Helmut Kohl (AUT) |
| Anastopoulos 54', 66' Bonovas 63' | Report | Savva 60' | Olympijský stadion, Athény diváci: 35 000 rozhodčí: Helmut Kohl (AUT) |

| 8. února 1987 |        |          |                                                                          |
| Kypr          | 0:1    | Maďarsko | Makario Stadium, Nikósie diváci: 8 000 rozhodčí: Dragiša Komadinić (YUG) |
|               | Report | Boda 49' | Makario Stadium, Nikósie diváci: 8 000 rozhodčí: Dragiša Komadinić (YUG) |

| 25. března 1987 |        |              |                                                                |
| Nizozemsko      | 1:1    | Řecko        | De Kuip, Rotterdam diváci: 43 841 rozhodčí: Carlo Longhi (ITA) |
| Van Basten 56'  | Report | Saravakos 5' | De Kuip, Rotterdam diváci: 43 841 rozhodčí: Carlo Longhi (ITA) |

| 12. dubna 1987 |        |      |                                                                     |
| Polsko         | 0:0    | Kypr | Stadion Lechii, Gdańsk diváci: 35 000 rozhodčí: Simo Ruokonen (FIN) |
|                | Report |      | Stadion Lechii, Gdańsk diváci: 35 000 rozhodčí: Simo Ruokonen (FIN) |

| 29. dubna 1987 |        |        |                                                                          |
| Řecko          | 1:0    | Polsko | Olympijský stadion, Athény diváci: 70 000 rozhodčí: Zoran Petrović (YUG) |
| Saravakos 57'  | Report |        | Olympijský stadion, Athény diváci: 70 000 rozhodčí: Zoran Petrović (YUG) |

| 29. dubna 1987        |        |          |                                                                   |
| Nizozemsko            | 2:0    | Maďarsko | De Kuip, Rotterdam diváci: 53 035 rozhodčí: George Courtney (ENG) |
| Gullit 37' Mühren 40' | Report |          | De Kuip, Rotterdam diváci: 53 035 rozhodčí: George Courtney (ENG) |

| 17. května 1987                                         |        |                                         |                                                                  |
| Maďarsko                                                | 5:3    | Polsko                                  | Népstadion, Budapešť diváci: 20 000 rozhodčí: Adolf Prokop (GDR) |
| Vincze 38' Détári 62' (p), 75' Peter 65' Preszeller 88' | Report | Marciniak 26' Smolarek 58' Wójcicki 80' | Népstadion, Budapešť diváci: 20 000 rozhodčí: Adolf Prokop (GDR) |

| 23. září 1987                               |        |                         |                                                                        |
| Polsko                                      | 3:2    | Maďarsko                | Polish Army Stadium, Varšava diváci: 12 000 rozhodčí: Ihsan Türe (TUR) |
| Dziekanowski 6' Tarasiewicz 58' Leśniak 62' | Report | Bognár 10' Meszaros 64' | Polish Army Stadium, Varšava diváci: 12 000 rozhodčí: Ihsan Türe (TUR) |

| 14. října 1987 |        |                 |                                                                        |
| Polsko         | 0:2    | Nizozemsko      | Górnik Stadium, Zabrze diváci: 20 000 rozhodčí: Robert Valentine (SCO) |
|                | Report | Gullit 30', 38' | Górnik Stadium, Zabrze diváci: 20 000 rozhodčí: Robert Valentine (SCO) |

| 14. října 1987                    |        |       |                                                                 |
| Maďarsko                          | 3:0    | Řecko | Népstadion, Budapešť diváci: 8 000 rozhodčí: Dieter Pauly (FRG) |
| Détári 4' Bognár 12' Meszaros 15' | Report |       | Népstadion, Budapešť diváci: 8 000 rozhodčí: Dieter Pauly (FRG) |

| 11. listopadu 1987 |        |             |                                                                             |
| Kypr               | 0:1    | Polsko      | Tsirion Stadium, Limassol diváci: 2 497 rozhodčí: Dimitar Charlatchki (BUL) |
|                    | Report | Leśniak 74' | Tsirion Stadium, Limassol diváci: 2 497 rozhodčí: Dimitar Charlatchki (BUL) |

| 2. prosince 1987 |        |      |                                                                        |
| Maďarsko         | 1:0    | Kypr | Népstadion, Budapešť diváci: 2 000 rozhodčí: Stefan Dan Petrescu (ROU) |
| Kiprich 88'      | Report |      | Népstadion, Budapešť diváci: 2 000 rozhodčí: Stefan Dan Petrescu (ROU) |

| 9. prosince 1987                |        |      |                                                                 |
| Nizozemsko                      | 4:0    | Kypr | De Meer Stadium, Amsterdam diváci: 0 rozhodčí: Ivan Gregr (TCH) |
| Bosman 34', 43', 66' Koeman 63' | Report |      | De Meer Stadium, Amsterdam diváci: 0 rozhodčí: Ivan Gregr (TCH) |

- Původní zápas byl předčasně ukončen kvůli řádění fanoušků za stavu 8:0 pro Nizozemsko. Zápas se musel zopakovat před prázdnými tribunami.

| 16. prosince 1987 |        |                              |                                                                      |
| Řecko             | 0:3    | Nizozemsko                   | Diagoras Stadium, Rhodos diváci: 5 000 rozhodčí: Keith Hackett (ENG) |
|                   | Report | Koeman 18' Gillhaus 76', 81' | Diagoras Stadium, Rhodos diváci: 5 000 rozhodčí: Keith Hackett (ENG) |